# Mestolobes eurylyca
Mestolobes eurylyca là một loài bướm đêm thuộc họ Crambidae. Nó là loài đặc hữu của Lanai.